# Richard Iwai
Richard Iwai (?, 15 de março de 1979) é um ex-futebolista do arquipélago de Vanuatu. 